# Hegység
A hegység földfelszín főleg hegyekből – és az általuk közrefogott völgyekből, medencékből – álló, szomszédságától többé-kevésbé jól elkülönülő, kiemelkedő része (vilaglex.hu). A hegységeket magasságuk és oldalaik meredeksége alapján különböztetjük meg a dombságoktól, de a helyi szokások alapján a szóhasználat nem konzekvens. Így például Magyarországon a kb. 442 m-g emelkedő Villányi-hegységet és a 352 m-re magasodó Velencei-hegységet is hegységnek nevezik, pedig magasságuk alapján legalább egyikük csak dombság.
Hegységek szabdalják Ázsia területének 54%-át, Észak-Amerika felszínének 36%-át, Európa 25%-át, Dél-Amerika domborzatának 22%-át, Ausztrália vidékeinek 17%-át és Afrika 3%-át. Összesen a Föld szilárd felszínének 24%-át tekinthetjük hegységnek. A világ legnagyobb folyamait és folyóit a hegyi források táplálják és a társadalom több mint fele e folyók vizeitől függ.
A hegység gyakran élesen elkülönül környezetétől, de van úgy, hogy a síkság és a hegység között dombságot és/vagy úgynevezett előhegyeket találunk.
A hegyvidék, tágabb értelemben vett hegység vagy körhegység több hegység csoportja.
A hegy egy hegység egyik csúcsa, egycsúcsú hegység (szigethegy) esetében maga a hegység.

## Csoportosításuk
A hegységeket számos, részben átfedő szempontrendszer alapján osztályozzák, így egyebek közt:
- tengerszint feletti magasságuk,
- kialakulásuk módja;
- lepusztulásuk mértéke

szerint is.

### Tengerszint feletti magasságuk szerint
A szerzők többsége két típust különböztetünk meg:
- középhegységek 500–1500 méter között (Gheyselinck, 1941; MNL, 1999); illetve 400–1500 méter között (Láng, 2002).
- magashegységek avagy havasok: 1500 méter felett.

### Keletkezésük szerint
- Gyűrthegységek: A hegyek többsége olyankor keletkezik, amikor a földkéreg lemezei összeütköznek, és a lemezhatárok mentén a kőzetek felgyűrődnek, majd megemelkednek. Az összetorlódó üledékes kőzetek közé intrúziók nyomulnak be.
- Röghegységek: Földtani törésvonalak (vetődések) hatására, azok között alakulnak ki. Lépcsős vetődés a táblás vidékeken a leggyakoribb, ahol a felszín folytonosan alacsonyodik a vetősíkok mentén. Árkos vetődés a két vető közötti lesüllyedés; legismertebb jelenkori példája a Kelet-afrikai árok. Ennek fordítottja a sasbérc, amikor a középső rög kiemelkedik a többi közül. Tektonikus medence keletkezhet ott, ahol a törésvonalak mentén nagy területen süllyednek le körkörösen ill. lépcsőzetesen a belsőbb részek. A közbülső lesüllyedő rögök medencéket, árkokat hozhatnak létre. Ilyen tájegység látható a franciaországi Vogézek vonulatain, a Kelet-Észak-Amerikában található Nagy-medence és Colorado-fennsík területén, illetve a Rajna vidékén.
- Vulkáni hegységek: A tűzhányók jelentős része kúpot épít a felszínre törő hamuból és/vagy lávából. Az ilyen csúcsok olykor igen magasra nőhetnek: az antarktiszi Mount Erebus nevű – ma is működő – tűzhányó például 4032 m magas, a Mauna Kea Hawaiin 4205 m. Így alakult ki például a Kilimandzsáró és a Mount Saint Helens. Az Andok több vulkánja 6000 méternél is magasabb; a Föld legmagasabb tűzhányója az Ojos del Salado (6893 m).

### Morfológiájuk szerint
- Lánchegységek: A hegységképződés közben a térszín gyorsabban emelkedik, mint ahogy a felszíni folyamatok lepusztítani képesek. Ezért a lánchegységek lejtői meredekek, csúcsai magasak, gerincei csipkézettek. Tipikusan ilyenek a Himalája, az Andok és az Alpok hegyvonulatai, amelyek két nagy, fiatal rendszer:
  - Eurázsiai-hegységrendszer,
  - Cirkumpacifikus-hegységrendszer

részei.
- Gerinces hegységek (hegyláncok): Egy vonal (gerinc) mentén elhelyezkedő hegyek sorozatai.
- Röghegységek: A megemelkedett térszínt a víz (erózió) és a szél (defláció) lepusztítja. A felszíni erők a szögletes, csipkézett formákat lekerekítik. A hegyek lábainál vastag törmelékkúpok alakulnak ki. Európában legismertebb rendszereik:
  - Kaledóniai-hegységrendszer,
  - Variszkuszi-hegységrendszer.
- Hátságok:
- Fennsíkok: tartósan 200 méter tengerszint feletti magasságon elterülő, de kis relatív szintkülönbségű, tehát síkság jellegű tájak.
- Masszívumok
- Táblahegyek: A kiemelkedő rögöket borító üledékes kőzetekbe a folyók mély kanyonokat vágnak. A folyóvölgyek között a lepusztulásnak jobban ellenálló rétegek megóvják az eróziótól az alattuk települőket; ezzel lapos táblákat alakítanak ki. Ilyen például az ausztráliai Blue-hegység, vagy a dél-afrikai Fokváros közelében emelkedő Tábla-hegy.
- Szigethegyek: Elszigetelt hegyek, amelyek kiemelkednek a tájból. A többi részüket teljesen lekoptatta az erózió. Ilyen például az ausztráliai Uluru (Ayers Rock), és így alakultak ki a görögországi Meteorák csúcsai is. Legismertebb hazai példa a Badacsony.

## Jellemzőik
Mivel a hegycsúcsok jelentősen kiemelkednek környezetükből, a magashegységekben gyakoriak a gleccserek, jellemző a jégerózió – ez hozza létre a hegycsúcsok klasszikus piramisszerű formáját. A gleccserek végében morénatavak alakulnak ki; a térszín további emelkedésével ezek befagyhatnak: Bhutánból mintegy 3000 befagyott hegyi tavat írtak le.
A hegység lába és a hegycsúcs éghajlati viszonyai nagyon különbözőek lehetnek, az éghajlatban és a növényzetben úgynevezett hegyvidéki övezetesség alakul ki. A csúcsok magashegyi élettereit az alacsonyabb térszínek biomjai elzárják egymástól; úgynevezett égszigetek alakulnak ki. A felhőerdők olyan, a hegységek lejtőin kialakuló erdők, amelyek vízutánpótlásukat a levegő páratartalmát megkötve szerzik be.
A hegységekben kevés művelhető földterület. A magassággal ritkul a levegő, erősödik az ultraibolya sugárzás. Az alföldön élő emberek több mint fele akut hegyi betegséget (amit a hypoxia, azaz a vér elégtelen oxigéntartalma okoz) kap, ha több órát kell 3500 m felett töltenie. Bár a hosszú ideje hegyvidékeken élő embercsoportok biológiailag némileg alkalmazkodtak a hegyi körülményekhez, az újszülöttek tömege 1000 m-enként átlag 100 grammal csökken.

## Hasznosításuk
Éppen mert településre kevéssé alkalmasak, a Föld legtöbb hegysége megmaradt természetközeli állapotában; egyre többet nyilvánítanak természetvédelmi területté. Ezt különösen indokolja, hogy hegyvidékek növénytakarója és talaja sebezhető. A talajerózió jóval erőteljesebb mint az alföldeken, mert a talaj vékony és kevésbé kötött, a terep lejtése (tehát a reliefenergia) pedig lényegesen nagyobb. A hegyekből lefutó víz rengeteg hordalékot szállít (Földrajz9).
Néhány hegységet rendkívül nehéz megmászni, viszont fantasztikus látványt nyújtanak. Ezen élvezetek kielégítéseként alakult ki a ma már többek által is űzött alpinizmus. A hegységek adnak otthont a sílesiklás szerelmeseinek is. Ezen sportok aktív résztvevői ezért gyakran az e célból épített hegyi üdülőfalvakban élnek.
A hegyvidéki üdülőhelyek sajátos fajtája a főleg légzőszervi betegségek gyógyítására használatos szanatórium. Egy ilyen szanatórium a színhelye Thomas Mann: A varázshegy című regényének is.

## Földtani felépítésük
A hegységek többsége a kőzetlemezek ütközésének eredményeként keletkezik – a felgyűrődő gerincek lefutása a lemezhatárokkal párhuzamos. A hegységképződés nem folyamatos, hanem a földtörténet viszonylag rövidebb időszakaiban jellemző.
Tűzhányók működése gyakran kíséri a hegységképződést; de vulkánok kialakulhatnak a litoszféralemezek belsejében is; leggyakrabban az úgynevezett köpenyoszlopok (köpenycsóvák) tetején (Horváth, 2006).

## A leghosszabb hegységek
| Helyezés | Hegység                           | Hossz   | Kontinens/Ország |
| -------- | --------------------------------- | ------- | ---------------- |
| 1.       | Andok (Andes)                     | 7242 km | Dél-Amerika      |
| 2.       | Sziklás-hegység (Rocky Mountains) | 6035 km | Észak-Amerika    |
| 3.       | Himalája                          | 3862 km | Ázsia            |
| 4.       | Nagy-Vízválasztó-hegység          | 3651 km | Ausztrália       |
| 5.       | Brazíliai-keleti-parti-hegység    | 3058 km | Brazília         |
| 6.       | Szumátrai-hegység                 | 2897 km | Jáva (Indonézia) |
| 7.       | Tien-san                          | 2253 km | Kína             |
| 8.       | Keleti-Ghatok                     | 2092 km | India            |

A hegységek magasságát általában a tengerszint feletti magasság alapján állapítják meg. A Himalája átlagosan 5 kilométerre található a tengerszint felett, míg az Andok átlag 4 km-re. A legtöbb hegylánc 2-2,5 km-es tengerszint feletti magassággal rendelkezik.

## Magyarországi hegységek

### Magyarország legmagasabb hegységei
| Hegység          | Legmagasabb hegycsúcs | Magasság | Régió              |
| ---------------- | --------------------- | -------- | ------------------ |
| Mátra            | Kékes-tető            | 1014 m   | Észak-Magyarország |
| Bükk             | Istállós-kő           | 959 m    | Észak-Magyarország |
| Börzsöny         | Csóványos             | 938 m    | Központi régió     |
| Zempléni-hegység | Nagy-Milic            | 895 m    | Észak-Magyarország |
| Kőszegi-hegység  | Írottkő               | 882 m    | Nyugat-Dunántúl    |

A magyarországi hegységek túlnyomó többsége középhegységekbe tömörül (kivételt képez a Mecsek ill. környéke, valamint az Alpokalja). Hazánkban az Északi-középhegység és a Dunántúli-középhegység foglalja magába a Kárpát-medence legjelentősebb hegységeit.